# دیویسنا
دیویَسنا به معنی پرستنده دیو اصطلاحی است که در مزدیسنا (آیین زرتشتی) به پرستندگان دیو یا همان خدایان باستانی آریایی (هندوایرانی) که به آیین زرتشت نگرویده بودند گفته می‌شود. در اوستا غالباً صفت تورانیان است.
در کتاب های بهمن‌نامه و بانوگشسب‌نامه اشاره شده که تورانیان کتابی دینی به نام دیوَستا داشته اند و دین انان دیویَسنا بوده است 

به گفته طبری در تاریخ طبری :
شنیده ام که دیو ها کتابی بر ایین خویش داشته اند و ان کتاب دیبُستا بوده.
احتمالا دیوَستا دگرگونه یا منفی شده نام اوستا است